# 15 août (film, 1986)
Pour les articles homonymes, voir 15 août (cinéma).
Pour plus de détails, voir Fiche technique et Distribution.
15 août est un court métrage français réalisé par Nicole Garcia, sorti en 1986.

## Synopsis
Une maison de vacances sur l'île de Ré, une femme seule avec son jeune fils, un mari qu'on attend, une jeune fille au pair venue d'Angleterre.

## Fiche technique
- Titre : 15 août
- Réalisation : Nicole Garcia
- Scénario : Nicole Garcia et Philippe Le Guay
- Photographie : Caroline Champetier
- Musique : Jorge Arriagada
- Son : Pierre Donnadieu
- Montage : Jacqueline Mariani
- Production : Films du Sabre
- Pays d'origine :  France
- Format : Couleurs - 1,66:1 - Mono - 35 mm
- Genre : court métrage
- Durée : 10 minutes
- Date de sortie : 1986

## Distribution
- Ann-Gisel Glass
- Nicole Garcia
- Jean-Louis Trintignant
- Pierre Rochefort
- Nathalie Rich